# خانه مسکونی تفتی
منزل مسکونی تفتی مربوط به اواخر دوره قاجار است و در مشهد، میدان سراب، کوچه قائم مقامی، پلاک ۳ واقع شده و این اثر در تاریخ ۱۱ مرداد ۱۳۸۴ با شمارهٔ ثبت ۱۲۳۸۱ به‌عنوان یکی از آثار ملی ایران به ثبت رسیده است.